# Hitesh Sharma
Hitesh Sharma (sinh ngày 25 tháng 12 năm 1997) là một cầu thủ bóng đá người Ấn Độ thi đấu ở vị trí tiền vệ cho ATK ở Indian Super League.

## Sự nghiệp
Sharma giành phần lớn sự nghiệp trẻ tại Tata Football Academy. Năm 2015, Sharma tốt nghiệp học viện và ký hợp đồng với Mumbai của I-League. Anh xuất hiện trong băng ghế dự bị cho câu lạc bộ trong trận mở màn mùa giải trước Shillong Lajong. Tuy nhiên anh không được ra sân.
Sharma eventually ra mắt cho câu lạc bộ ngày 5 tháng 3 năm 2016 trước Salgaocar.

## Thống kê sự nghiệp
Tính đến 4 tháng 3 năm 2018
| Câu lạc bộ          | Mùa giải            | Giải vô địch        | Giải vô địch | Giải vô địch | Cúp Liên đoàn | Cúp Liên đoàn | Cúp Quốc gia | Cúp Quốc gia | Châu lục | Châu lục  | Tổng    | Tổng      |
| Câu lạc bộ          | Mùa giải            | Hạng đấu            | Số trận      | Bàn thắng    | Số trận       | Bàn thắng     | Số trận      | Bàn thắng    | Số trận  | Bàn thắng | Số trận | Bàn thắng |
| ------------------- | ------------------- | ------------------- | ------------ | ------------ | ------------- | ------------- | ------------ | ------------ | -------- | --------- | ------- | --------- |
| Mumbai              | 2015–16             | I-League            | 4            | 0            | —             | —             | 0            | 0            | —        | —         | 4       | 0         |
| Mumbai              | 2016–17             | I-League            | 8            | 0            | —             | —             | 0            | 0            | —        | —         | 8       | 0         |
| Mumbai              | 2017–18             | I-League            | 14           | 0            | —             | —             | 0            | 0            | —        | —         | 14      | 0         |
| Tổng cộng sự nghiệp | Tổng cộng sự nghiệp | Tổng cộng sự nghiệp | 26           | 0            | 0             | 0             | 0            | 0            | 0        | 0         | 26      | 0         |